# Pad Anthony
Pad Anthony, pseudonimo di Hartley Anthony Wallace (Giamaica, 26 ottobre ...), è un cantautore reggae giamaicano.
Pad Anthony è stato uno dei maggiori rappresentanti del raggamuffin degli anni ottanta (early ragga), assieme ad artisti come Tenor Saw, Nitty Gritty, Anthony Red Rose e King Kong.

## Biografia
Nato in Giamaica come Hartley Anthony Wallace, Pad Anthony veniva da una famiglia di musicisti: i suoi fratelli facevano parte di un gruppo chiamato Rags & Riches, che vinse un concorso musicale del 1976 ad un festival intitolato "Big Heel Boot and Bellfoot Pants" con il compianto Freddie McKay. Il vero e proprio esordio di Pad Anthony avvenne nei primi anni ottanta: le sue prime registrazioni furono nel 1982 presso i celebri studi di registrazione Channel One a Kingston, dopo essersi presentato ad un'audizione agli stessi studi gestita da Joe Joe Hookim. I suoi primi singoli furono due cover, "Blackman’s World" di Alton Ellis e "Crying Time" di Ray Charles. Dopo essersi trasferito nel distretto di Waterhouse, a Kingston, Anthony iniziò a cantare nei sound system locali, e qui conobbe i produttori Marshall e Myrie (Errol "Myrie" Lewis & Errol "John" Marshall), fondatori dell'etichetta Sunset Records. I suoi primi due successi furono "Champion Bubbler" (1983) "See Dem A Come" (1984). Tra il 1983 e il 1984 l'artista pubblicò svariati singoli, prima dell'esordio discografico. Nel 1984 Anthony partecipò anche nel ruolo di corista nell'album di debutto di Half Pint intitolato In Fine Style (1984), edito proprio dalla Sunset e prodotto dagli stessi Marshall e Myrie.
Il 1985, anno dell'esplosione del raggamuffin o digital dancehall, segnò il debutto di Anthony con uno split album assieme a King Everald dal titolo di Pad Anthony Meets King Everald per la Sunset. L'album conteneva tre tracce dei rispettivi cantanti, mantenendosi su uno stile tra early dancehall e dub. Nel frattempo, Anthony iniziò a collaborare con il padrino dell'early ragga King Jammy, registrando numerosi successi. Lo stesso 1985 fu pubblicato anche il suo primo vero lavoro solista, Nuff Niceness (Jammy's, 1985), prodotto da Prince Jammy ed orientato pienamente sullo stile early ragga. L'anno successivo seguì un altro split album, Hell In The Dance, assieme a Frankie Jones. Anche questo lavoro era orientato sulla dancehall strumentale, accantonando l'influenza digitale in voga nel periodo. Prodotto da Delroy Wright, questo lavoro vedeva i famosi the Roots Radics nel ruolo di backing band. Nella seconda metà degli anni ottanta Pad Anthony divenne uno degli artisti più rappresentativi dell'era early ragga, pubblicando in questi anni gran parte dei singoli della sua carriera. Dopo quattro anni Anthony pubblicò il suo quarto album (secondo solista), Can't Hold Me, con Bobby Digital alla produzione. A partire dai primi anni novanta la carriera di Pad Anthony iniziò a declinare, lasciando una degna impronta nella storia del dancehall reggae della prima era.
L'attività dell'artista fu sporadica negli anni successivi. Anthony migrò in Canada dove si stabilì per sette anni. Qui fondò un'etichetta discografica dal nome di Joint Venture Production assieme al suo socio Patrick Walford. La label pubblicò diverso materiale, tra cui l'album Pad Anthony & Friends (1992), una pubblicazione di diffusione limitata dove Anthony duettava con alcuni artisti locali. Nel frattempo Anthony continuò estensivamente i tour in Canada per qualche tempo. In seguito si spostò negli Stati Uniti assieme alla madre e i fratelli e aprì uno studio a Brooklyn, New York. Negli anni duemila l'attività del cantante iniziò a risollevarsi, pubblicando diversi singoli e continuando ad esibirsi con vari tour negli Stati Uniti. Solo negli ultimi tempi Pad Anthony si ripresenta con un nuovo album dal titolo di The Rhythm Of My Heart, pubblicato nel 2010 per la JVP/Greensleves e diffuso tramite internet. Oggi Pad Anthony vive negli Stati Uniti, dove ha avuto 7 figli, tra cui una femmina e sei maschi.

## Discografia

### Album solista
- 1985 - Nuff Niceness
- 1990 - Can't Hold Me
- 2010 - The Rhythm Of My Heart

### Split album
- 1985 - Pad Anthony Meets King Everald (con King Everald)
- 1986 - Hell In The Dance  (con Frankie Jones)

### Raccolte
- 1992 - Pad Anthony & Friends